# Костенко, Пётр Алексеевич
Пётр Алексеевич Костенко (31 мая 1972, Ростов-на-Дону) — советский и российский футболист, защитник.

## Биография
Воспитанник ростовского Училища олимпийского резерва. На взрослом уровне дебютировал 2 ноября 1989 года в составе «Ростсельмаша» в матче первой лиги против «Кубани».
В ходе сезона 1990 года перешёл в ростовский СКА, в первых двух сезонах не был регулярным игроком основы и только в 1992 году закрепился в основном составе армейцев. Дважды отлучался из клуба — в 1993 году играл за таганрогское «Торпедо», а в 1997 году — за астраханский «Волгарь-Газпром», но затем возвращался в команду и играл за неё до конца профессиональной карьеры в 2004 году. В 1998 году в составе СКА становился победителем первенства России среди любителей, а в 2001 году — победителем южной зоны второго дивизиона. Был капитаном команды.
Всего в составе СКА за 14 неполных сезонов сыграл 365 матчей в первенствах СССР и России на профессиональном уровне и забил 37 голов (с учётом любительского первенства — 392 матча и 44 гола). Является рекордсменом команды по числу проведённых матчей.
В конце карьеры играл на любительском уровне за команды Ростовской области.
После окончания игровой карьеры работал в ростовском УОР тренером команд 1996 и 2000 годов рождения.